# 夏の影
「夏の影」（なつのかげ）は、1975年5月27日から同年10月28日まで日本テレビ系列の「火曜劇場」（毎週火曜22:00 - 22:55。10月7日以降は22:54まで）の枠で放映されたテレビドラマ。全23回。

## 概要
1975年夏。平穏な生活を送っていた人妻・綾乃に、死んだと思われた前の夫が生存しているというその影が忍び寄る。前夫はシンガポールに向かう貨物船に乗っていたが、その貨物船が海に姿を消し、前夫はシンガポールで投身自殺したと思われた。前夫の生存を感じさせる様々な事件が起こり投身自殺そのものへの疑惑が一層強まる。そして今の夫・克彦が突然失跡。子供と姑を抱え、知り合った男・工藤の愛情に支えられながらも、シンガポール、長崎、北海道へ飛び、事件の謎と夫の投身自殺の疑惑に立ち向かう綾乃を中心に描いた、サスペンス調のメロドラマ。

## 出演
- 岡島綾乃：池内淳子
- 岡島克彦：池部良
- 岡島征子（姑）：三益愛子
- 岡島光男：水野哲 - 綾乃の前夫との連れ子
- 工藤：三橋達也
- 内田絹代：梶芽衣子
- 梨花：小林千登勢 - 綾乃の友人
- 登美江：村地弘美
- 佐久間：前田昌明
- 初子：横山道代
- 松田：高橋悦史 - シンガポール支局員
- 西川：内田朝雄 - 克彦の会社の常務
- 光男の担任教師：大和田伸也
- 亀石征一郎
- 白井：木村功 - 綾乃の前夫
- 阪口美奈子（第6話）
- 川口恒（第7話）
- 野々村：今福正雄（第7話）
- 長崎の船（第四報国丸）の網元：金井大（第8話）
- ナレーター：江守徹

## スタッフ
- プロデューサー：早川恒夫
- 脚本：高橋玄洋（全話担当）
- 演出：石橋冠、細野英延
- 音楽：坂田晃一
- 制作：日本テレビ

## 挿入歌
- 「海の悲歌（エレジー）」歌：古谷野とも子（作詞：万里村ゆき子、作曲・編曲：坂田晃一）
- 「愛はゆれている」歌：古谷野とも子（作詞：万里村ゆき子、作曲：坂田晃一、編曲：羽田健太郎）

## 放送日程
| 話数 | 放送日   | サブタイトル | 演出     |
| ---- | -------- | ------------ | -------- |
| 1    | 5月27日  | 予感         | 石橋冠   |
| 2    | 6月03日  | 疑惑         | 石橋冠   |
| 3    | 6月10日  | シンガポール | 石橋冠   |
| 4    | 6月17日  | 蒸発         | 石橋冠   |
| 5    | 6月24日  | 模索         | 細野英延 |
| 6    | 7月01日  | 誤解         | 細野英延 |
| 7    | 7月08日  | 事故         | 細野英延 |
| 8    | 7月15日  | 長崎         | 石橋冠   |
| 9    | 7月22日  | 密輸船       | 石橋冠   |
| 10   | 7月29日  | 記憶喪失     | 石橋冠   |
| 11   | 8月05日  | 出現         | 細野英延 |
| 12   | 8月12日  | 迷路         | 細野英延 |
| 13   | 8月19日  | 黒い糸       | 細野英延 |
| 14   | 8月26日  | 犠牲者       | 石橋冠   |
| 15   | 9月02日  | 岐路         | 石橋冠   |
| 16   | 9月09日  | 密会         | 石橋冠   |
| 17   | 9月16日  | 追跡         | 細野英延 |
| 18   | 9月23日  | 謀略         | 細野英延 |
| 19   | 9月30日  | 脅迫         | 細野英延 |
| 20   | 10月07日 | 釧路         | 石橋冠   |
| 21   | 10月14日 | 真相         | 石橋冠   |
| 22   | 10月21日 | 挑戦         | 石橋冠   |
| 23   | 10月28日 | 別離         | 石橋冠   |

## 放送局
火曜劇場#ネット局の節を参照。